# Чемпионат СССР по хоккею с шайбой 1953/1954
Восьмой чемпионат СССР по хоккею с шайбой был разыгран с 29 ноября 1953 года по 19 января 1954 года. Победителем во второй раз в своей истории стало московское «Динамо».

## Класс «А»
К в борьбе за медали допустили 7 участников прошлогоднего класса «А», включая команду «Динамо» Свердловск, в прошлом сезоне выбывшую из высшего дивизиона, и 2 лучшие команды класса «Б». Команда занявшая последнее место переходила в второй дивизион.

Игры первого круга прошли с 29 ноября по 10 декабря в Челябинске (20 встреч), с 11 по 20 декабря в Свердловске (16), игры второго круга с 26 декабря в Москве (18), Ленинграде (10), Риге (5) и Электростали (3).

Потеряв только 2 очка в матче с серебряным призёром, динамовцы Москвы спустя 7 лет вернули себе звание чемпиона. Тройка призёров, определившаяся в ходе этого турнира, ещё в течение 6 следующих сезонов не отдала ни одной медали другим командам. 

«Динамо» Свердловск, с единственной победой в чемпионате, с третьего раза, всё таки покинуло элиту отечественного хоккея.
| М | Команда                        | 1         | 2         | 3        | 4         | 5         | 6        | 7        | 8         | 9         | И  | В  | Н | П  | Ш      | О  | Примечания      |
| - | ------------------------------ | --------- | --------- | -------- | --------- | --------- | -------- | -------- | --------- | --------- | -- | -- | - | -- | ------ | -- | --------------- |
|   | «Динамо» Москва                | -         | 2:1 3:6   | 5:1 5:3  | 4:2 7:6   | 10:0 12:6 | 9:1 8:2  | 5:1 10:0 | 10:2 5:2  | 13:1 10:2 | 16 | 15 | 0 | 1  | 118-36 | 30 |                 |
|   | ЦДСА Москва                    | 1:2 6:3   | -         | 3:3 5:0  | 3:4 6:3   | 12:1 15:1 | 14:2 8:1 | 8:1 6:1  | 17:1 10:0 | 12:0 14:2 | 16 | 13 | 1 | 2  | 140-26 | 27 |                 |
|   | «Зенит» Москва                 | 1:5 3:5   | 3:3 0:5   | -        | 5:5 11:2  | 2:2 10:2  | 6:2 8:0  | 5:2 8:1  | 7:3 4:2   | 8:1 12:1  | 16 | 10 | 3 | 3  | 93-41  | 23 |                 |
| 4 | ДО Ленинград                   | 2:4 6:7   | 4:3 3:6   | 5:5 2:11 | -         | 6:3 3:3   | 3:1 6:3  | 4:4 3:1  | 7:2 8:5   | 12:1 12:2 | 16 | 9  | 3 | 4  | 86-61  | 21 |                 |
| 5 | Клуб им. К.Маркса Электросталь | 0:10 6:12 | 1:12 1:15 | 2:2 2:10 | 3:6 3:3   | -         | 8:4 7:5  | 5:2 3:2  | 2:2 8:7   | 3:4 9:1   | 16 | 6  | 3 | 7  | 63-97  | 15 |                 |
| 6 | «Даугава» Рига                 | 1:9 2:8   | 2:14 1:8  | 2:6 0:8  | 1:3 3:6   | 4:8 5:7   | -        | 6:1 3:3  | 3:2       | 7:3 7:2   | 16 | 5  | 1 | 10 | 50-90  | 11 |                 |
| 7 | «Авангард» Челябинск           | 1:5 0:10  | 1:8 1:6   | 2:5 1:8  | 4:4 1:3   | 2:5 2:3   | 1:6 3:3  | -        | 4:3 2:4   | 7:3 4:2   | 16 | 3  | 2 | 11 | 36-78  | 8  |                 |
| 8 | «Динамо» Ленинград             | 2:10 2:5  | 1:17 1:10 | 3:7 2:4  | 2:7 5:8   | 2:2 7:8   | 2:3      | 3:4 4:2  | -         | 8:4 6:2   | 16 | 3  | 1 | 12 | 52-96  | 7  | Расформирование |
| 9 | «Динамо» Свердловск            | 1:13 2:10 | 0:12 2:14 | 1:8 1:12 | 1:12 2:12 | 4:3 1:9   | 3:7 2:7  | 3:7 2:4  | 4:8 2:6   | -         | 16 | 1  | 0 | 15 | 31-144 | 2  |                 |

### Факты чемпионата

#### Переходы
По окончании предыдущего сезона чемпионат не по спортивным причинам покинули 2 ведущих клуба: ВВС и московский «Спартак». Это вызвало массовый переход игроков этих команд.
После расформирования ВВС, игроки этого клуба, как военнослужащие, были переведены в ЦДСА, вследствие  чего у армейцев образовался переизбыток игроков. В команде остались бывшие «лётчики» Григорий Мкртычан, Николай Пучков, Александр Виноградов, Павел Жибуртович, Евгений Бабич, Владимир Новожилов, Юрий Пантюхов, Виктор Шувалов, Всеволод Бобров. Остальные игроки, и часть армейских игроков покинули клуб. Вернулись в свои бывшие команды Лев Мишин («Динамо» Свердловск), Виталий Артемьев («Локомотив» Москва), Пётр Котов («Зенит»), не смогли пробиться в состав ЦДСА Михаил Рыжов и Анатолий Викторов (ДО Ленинград), Револьд Леонов («Зенит»). Евгений Климанов, Вениамин Быстров, Михаил Гащенков и Владимир Елизаров перешли в хоккей с мячом. Виктор Тихонов, отказавшись сменить вид спорта, перешёл в московское «Динамо».
«Спартак» покинули Юрий Баулин (ЦДСА), Владимир Гребенников и Анатолий Сеглин (Клуб им. Маркса), Константин Локтев (ДО Ленинград)
Из «Крыльев Советов» перешли в Клуб им. Маркса Валентин Захаров и Леонид Степанов.

#### Результаты матчей
Самые крупные счета были зафиксированы в матчах ЦДСА с «Динамо» Ленинград – 17-1, и Клубом им. К.Маркса – 15-1. Первый из этих матчей, а также матч «Динамо» Москва - Клубом им. К.Маркса (12-6), стали самыми результативными. Наименее результативным стал матч между московским «Динамо» и ЦДСА – 2-1.

#### Переименования
В связи с включением ДСО «Дзержинец» в ДСО «Авангард» и ДСО «Крылья Советов» в ДСО «Зенит», команды, представляющие эти общества, сменили названия. Также под новым наименованием стал выступать представитель города Электросталь.

#### Переигровка
Матч ДО Ленинград - «Динамо» Ленинград (2-1) был аннулирован. В переигровке снова выиграли армейцы.

### Лучшие бомбардиры
1. Беляй Бекяшев (ДО Ленинград) – 34 шайбы
2. Алексей Гурышев («Зенит» Москва) – 30 шайб
3. Александр Уваров («Динамо» Москва) – 24 шайбы
4. Виктор Шувалов (ЦДСА Москва) – 20 шайб

## Класс «Б»
Вследствие исключения в межсезонье из чемпионата многих команд, в классе «Б» по итогам прошлого сезона осталось только 3 участника: «Торпедо» Горький, «Динамо» Таллин, и, победивший в переходных матчах, чемпион РСФСР «Динамо» Новосибирск.

Было принято решение оставить проигравший в переходных матчах СК им. Сталина и включить в состав участников ленинградский «Медик», каунасский «Жальгирис», минский «Медик» и (несмотря на 2 место в чемпионате РСФСР свердловских армейцев) свердловский «Спартак».
Таким образом для участия в турнире набралось 8 команд. Но к началу турнира выяснилось, что команды из Литвы и Белоруссии не будут играть. Так как в Молотове проходило начало соревнований, то к участию допустили СК им. Свердлова.
Первый круг был проведён с 13 по 27 декабря в Молотове, второй круг с 1 по 15 января в Горьком. Игры прошли при подавляющем преимуществе команд из Новосибирска и Горького, которые и получили право выступать в следующем сезоне в классе «А».
| М | Команда                  | 1        | 2        | 3       | 4        | 5        | 6        | 7        | И  | В  | Н | П | Ш     | О  |
| - | ------------------------ | -------- | -------- | ------- | -------- | -------- | -------- | -------- | -- | -- | - | - | ----- | -- |
| 1 | «Динамо» Новосибирск     | -        | 4:2 7:8  | 6:3 4:3 | 8:0 6:1  | 11:2 9:1 | 5:1 6:5  | 6:0 8:0  | 12 | 11 | 0 | 1 | 80-26 | 22 |
| 2 | «Торпедо» Горький        | 2:4 8:7  | -        | 5:3 6:1 | 3:3 6:1  | 14:3 9:1 | 7:0 7:1  | 10:5 3:1 | 12 | 10 | 1 | 1 | 80-30 | 21 |
| 3 | «Динамо» Таллин          | 3:6 3:4  | 3:5 1:6  | -       | 5:5 4:4  | 3:5 4:0  | 6:5 5:4  | 1:1 3:0  | 12 | 4  | 3 | 5 | 41-45 | 11 |
| 4 | «Спартак» Свердловск     | 0:8 1:6  | 3:3 1:6  | 5:5 4:4 | -        | 7:4 4:6  | 2:4 4:3  | 11:5 7:3 | 12 | 4  | 3 | 5 | 49-57 | 11 |
| 5 | СК им. Свердлова Молотов | 2:11 1:9 | 3:14 1:9 | 5:3 0:4 | 4:7 6:4  | -        | 5:4 2:3  | 4:4 4:6  | 12 | 3  | 1 | 8 | 37-78 | 7  |
| 6 | «Медик» Ленинград        | 1:5 5:6  | 0:7 1:7  | 5:6 4:5 | 4:2 3:4  | 4:5 3:2  | -        | 4:3 9:16 | 12 | 3  | 0 | 9 | 43-68 | 6  |
| 7 | СК им. Сталина Молотов   | 0:6 0:8  | 5:10 1:3 | 1:1 0:3 | 5:11 3:7 | 4:4 6:4  | 3:4 16:9 | -        | 12 | 2  | 2 | 8 | 44-70 | 6  |